# Локально опуклий простір
Локально опуклий простір — лінійний топологічний простір з системою напівнорм, що задовольняє деяким умовам.

## Означення
Лінійний топологічний простір {\displaystyle X} називається локально опуклим простором, якщо існує сімейство напівнорм {\displaystyle \mu } на {\displaystyle X}, що задовольняє двом умовам:
- Якщо {\displaystyle p(x)=0} для кожного {\displaystyle p\in \mu }, то {\displaystyle x=0}.
- Якщо для довільної точки {\displaystyle x_{0}} простору {\displaystyle X}, будь-якої скінченної системи напівнорм {\displaystyle p_{1},...,p_{n}} з {\displaystyle \mu } і будь-якої скінченної системи додатних дійсних чисел {\displaystyle \epsilon _{1},...,\epsilon _{n}} розглянути (опуклі) множини, що складаються з елементів {\displaystyle x\in X}, які відповідають умові {\displaystyle p_{i}(x-x_{0})<\epsilon _{i}} с {\displaystyle i=1,...,n}, то всі такі множини утворює базис топології в {\displaystyle X}[1].